# Pica-pau-de-elliot
Pica-pau-de-elliot ou pica-pau-de-barrete-preto (Dendropicos elliotii) é uma espécie de ave da família Picidae. Distribui-se pelos seguintes países: Angola, Camarões, Guiné Equatorial, Gabão, Nigéria, República Centro-Africana, República do Congo, República Democrática do Congo, Ruanda e Uganda.